# Kuttolsheim
Kuttolsheim (prononcé [kytɔlsaim]  ; Kettelse en alsacien) est une commune française située dans la circonscription administrative du Bas-Rhin et, depuis le 1er janvier 2021, dans le territoire de la Collectivité européenne d'Alsace, en région Grand Est.
Cette commune se trouve dans la région historique et culturelle d'Alsace.

## Géographie
Cette commune est traversée par une ancienne voie romaine allant de Strasbourg à Saverne, aujourd'hui nommée « route des Romains ». Kuttolsheim se situe sur la route des vins d'Alsace.
| Wintzenheim-Kochersberg |             | Neugartheim-Ittlenheim |
| Hohengœft               | Kuttolsheim |                        |
| Nordheim                |             | Fessenheim-le-Bas      |

### Hydrographie
La commune est dans le bassin versant du Rhin au sein du bassin Rhin-Meuse. Elle est drainée par la Souffel et le ruisseau le Haltbach,.
La Souffel, d'une longueur de 25 km, prend sa source dans la commune  et se jette  dans l'Ill à Strasbourg, après avoir traversé 18 communes. 

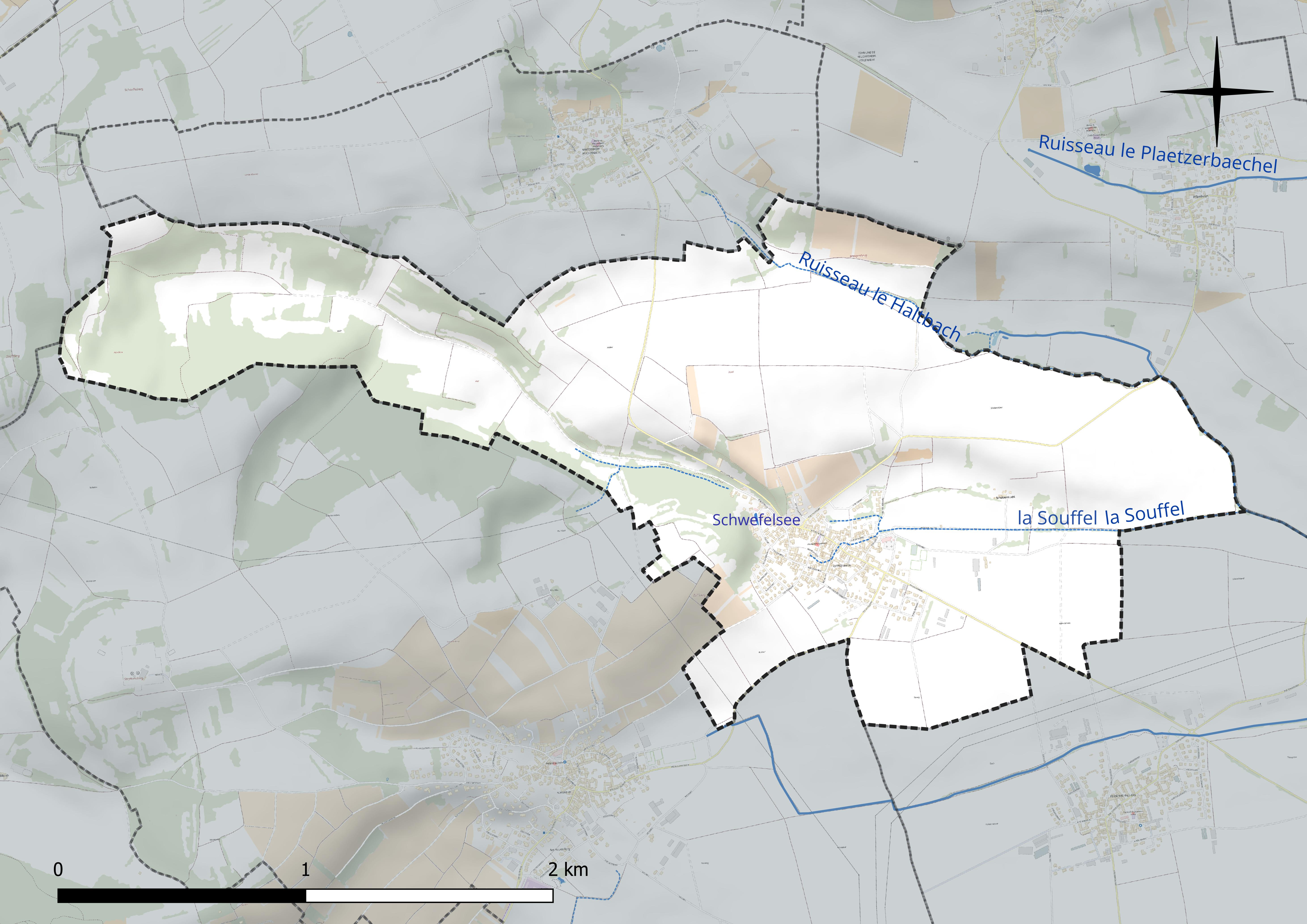
Réseau hydrographique de Kuttolsheim.

Un plan d'eau complète le réseau hydrographique : Schwefelsee (0 ha),.

### Climat
Pour des articles plus généraux, voir Climat du Grand Est et Climat du Bas-Rhin.
En 2010, le climat de la commune est de type climat des marges montargnardes, selon une étude du Centre national de la recherche scientifique s'appuyant sur une série de données couvrant la période 1971-2000. En 2020, Météo-France publie une typologie des climats de la France métropolitaine dans laquelle la commune est exposée à un climat semi-continental et est dans la région climatique  Vosges, caractérisée par une pluviométrie très élevée (1 500 à 2 000 mm/an) en toutes saisons et un hiver rude (moins de 1 °C). 
Pour la période 1971-2000, la température annuelle moyenne est de 10,5 °C, avec une amplitude thermique annuelle de 17,7 °C. Le cumul annuel moyen de précipitations est de 758 mm, avec 9,8 jours de précipitations en janvier et 10,4 jours en juillet. Pour la période 1991-2020, la température moyenne annuelle observée sur la station météorologique de Météo-France la plus proche, « Waltenheim-sur-zorn », sur la commune de Waltenheim-sur-Zorn à 14 km à vol d'oiseau, est de 11,3 °C et le cumul annuel moyen de précipitations est de 652,2 mm. 
La température maximale relevée sur cette station est de 38 °C, atteinte le 7 août 2015 ; la température minimale est de −14,9 °C, atteinte le 20 décembre 2009,,. 
Les paramètres climatiques de la commune ont été estimés pour le milieu du siècle (2041-2070) selon différents scénarios d'émission de gaz à effet de serre à partir des nouvelles projections climatiques de référence DRIAS-2020. Ils sont consultables sur un site dédié publié par Météo-France en novembre 2022.

## Urbanisme

### Typologie
Au 1er janvier 2024, Kuttolsheim est catégorisée petite ville, selon la nouvelle grille communale de densité à sept niveaux définie par l'Insee en 2022.
Elle est située hors unité urbaine. Par ailleurs la commune fait partie de l'aire d'attraction de Strasbourg (partie française), dont elle est une commune de la couronne,. Cette aire, qui regroupe 268 communes, est catégorisée dans les aires de 700 000 habitants ou plus (hors Paris),.

### Occupation des sols
L'occupation des sols de la commune, telle qu'elle ressort de la base de données européenne d’occupation biophysique des sols Corine Land Cover (CLC), est marquée par l'importance des territoires agricoles (80,7 % en 2018), en diminution par rapport à 1990 (82,8 %). La répartition détaillée en 2018 est la suivante : 
terres arables (61,3 %), zones agricoles hétérogènes (14,2 %), forêts (11,9 %), zones urbanisées (7,4 %), cultures permanentes (5,2 %). L'évolution de l’occupation des sols de la commune et de ses infrastructures peut être observée sur les différentes représentations cartographiques du territoire : la carte de Cassini (XVIIIe siècle), la carte d'état-major (1820-1866) et les cartes ou photos aériennes de l'IGN pour la période actuelle (1950 à aujourd'hui).

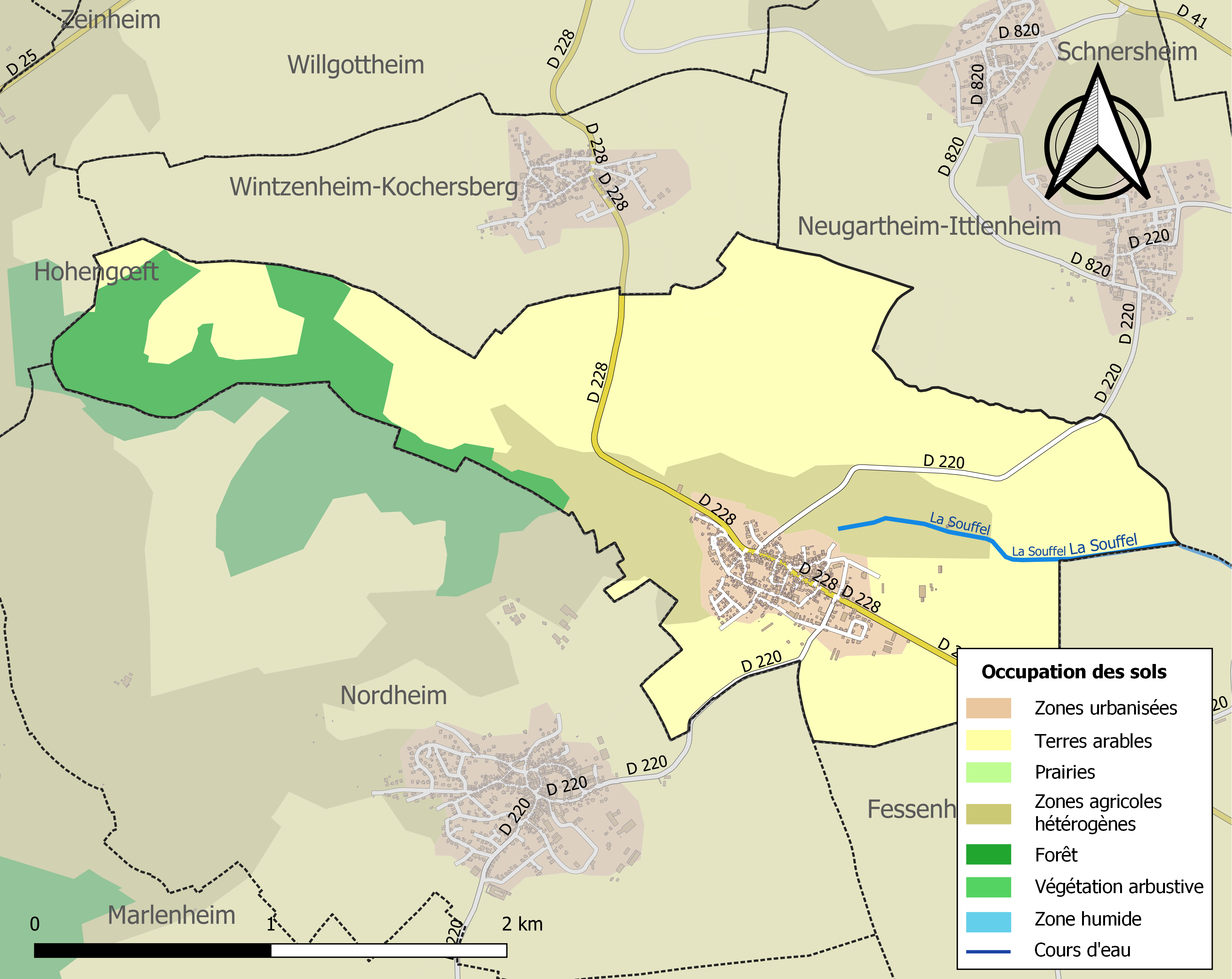
Carte des infrastructures et de l'occupation des sols de la commune en 2018 (CLC).

## Histoire

### Héraldique
| Blason de Kuttolsheim | Les armes de Kuttolsheim se blasonnent ainsi : « D'argent au plant de pavot tigé, feuillé et fruité de sinople, fleuri de trois fleurs de gueules. ». |

| Blason de Kuttolsheim | Ou : «D'argent à la branche de grenadier de sinople posé en pal et fruité de cinq pièces de gueules. » Une autre variante est mentionnée par l'armorial de la Généralité d'Alsace constitué sous Louis XIV en 1697 qui les blasonnent en : «D'argent à une branche de grenadier tigée et feuillée de sinople, fruitée de cinq pièces de même. » |

## Politique et administration
| Période                                  | Période   | Identité       | Étiquette | Qualité                  |
| ---------------------------------------- | --------- | -------------- | --------- | ------------------------ |
| mars 2001                                | juin 2020 | Étienne Burger | SE        | Conseiller départemental |
| juin 2020                                | En cours  | Vincent Noé    | SE        |                          |
| Les données manquantes sont à compléter. |           |                |           |                          |

## Démographie
L'évolution du nombre d'habitants est connue à travers les recensements de la population effectués dans la commune depuis 1793. Pour les communes de moins de 10 000 habitants, une enquête de recensement portant sur toute la population est réalisée tous les cinq ans, les populations de référence des années intermédiaires étant quant à elles estimées par interpolation ou extrapolation. Pour la commune, le premier recensement exhaustif entrant dans le cadre du nouveau dispositif a été réalisé en 2005.

En 2022, la commune comptait 651 habitants, en évolution de +3,66 % par rapport à 2016 (Bas-Rhin : +3,17 %, France hors Mayotte : +2,11 %).
| 1793 | 1800 | 1806 | 1821 | 1831 | 1836 | 1841 | 1846 | 1851 |
| ---- | ---- | ---- | ---- | ---- | ---- | ---- | ---- | ---- |
| 707  | 763  | 831  | 905  | 895  | 922  | 862  | 870  | 833  |

| 1856 | 1861 | 1866 | 1871 | 1875 | 1880 | 1885 | 1890 | 1895 |
| ---- | ---- | ---- | ---- | ---- | ---- | ---- | ---- | ---- |
| 810  | 783  | 784  | 824  | 780  | 789  | 738  | 741  | 738  |

| 1900 | 1905 | 1910 | 1921 | 1926 | 1931 | 1936 | 1946 | 1954 |
| ---- | ---- | ---- | ---- | ---- | ---- | ---- | ---- | ---- |
| 653  | 652  | 593  | 520  | 506  | 464  | 475  | 420  | 429  |

| 1962 | 1968 | 1975 | 1982 | 1990 | 1999 | 2005 | 2006 | 2010 |
| ---- | ---- | ---- | ---- | ---- | ---- | ---- | ---- | ---- |
| 436  | 413  | 452  | 479  | 599  | 631  | 649  | 650  | 663  |

| 2015 | 2020 | 2022 | - | - | - | - | - | - |
| ---- | ---- | ---- | - | - | - | - | - | - |
| 635  | 644  | 651  | - | - | - | - | - | - |

## Lieux et monuments
- Chapelle Sainte-Barbe, classée dans les monuments historiques : la tour a été construite au XIIIe siècle sur une source sulfureuse probablement à l'emplacement d'un sanctuaire plus ancien. La nef date du XVIIe siècle.
- Le Schwefelsee (lac de soufre) : connu depuis les Romains qui ont canalisé son eau jusqu'à Strasbourg, le lac est une petite retenue naturelle au débouché de la source de la Souffel. Le débit de la source souterraine atteint 17 litres par seconde. La température de l'eau est constante (autour de 12-13 °C) et ne gèle, par conséquent, jamais. La teneur en soufre de l'eau permet son utilisation depuis l'époque romaine jusqu'aux années 1950 dans des thermes. Les propriétés curatives de l'eau étaient utilisées essentiellement pour soigner les maladies de peau. Le lac a été également utilisé comme lavoir à chevaux (Rosschwemm en alsacien), un plan incliné permettant aux chevaux d'entrer progressivement dans le lac.
- Église Saint-Jacques-le-Majeur : la tour chœur construite par l'architecte Bernach est classée dans les monuments historiques et date du XIIe siècle. Le chœur et la nef actuels ont été reconstruits en 1865 après un incendie.

- Temple bouddhiste : depuis 1978, un centre bouddhiste est installé à Kuttolsheim. Comme il s'agit de l'Institut européen de bouddhisme tibétain, le Dalai Lama y est souvent venu[27].

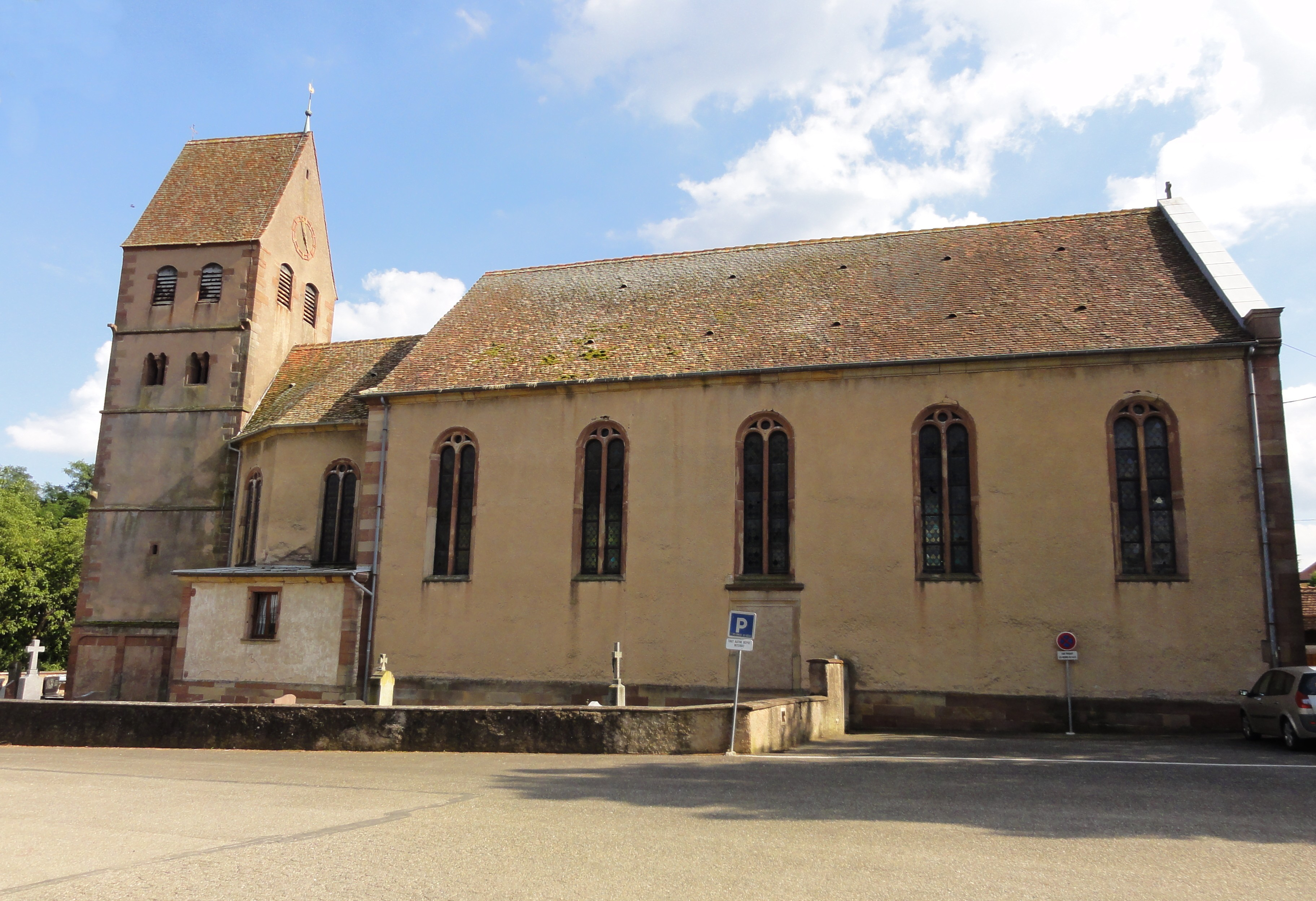
Église Saint-Jacques-le-Majeur.
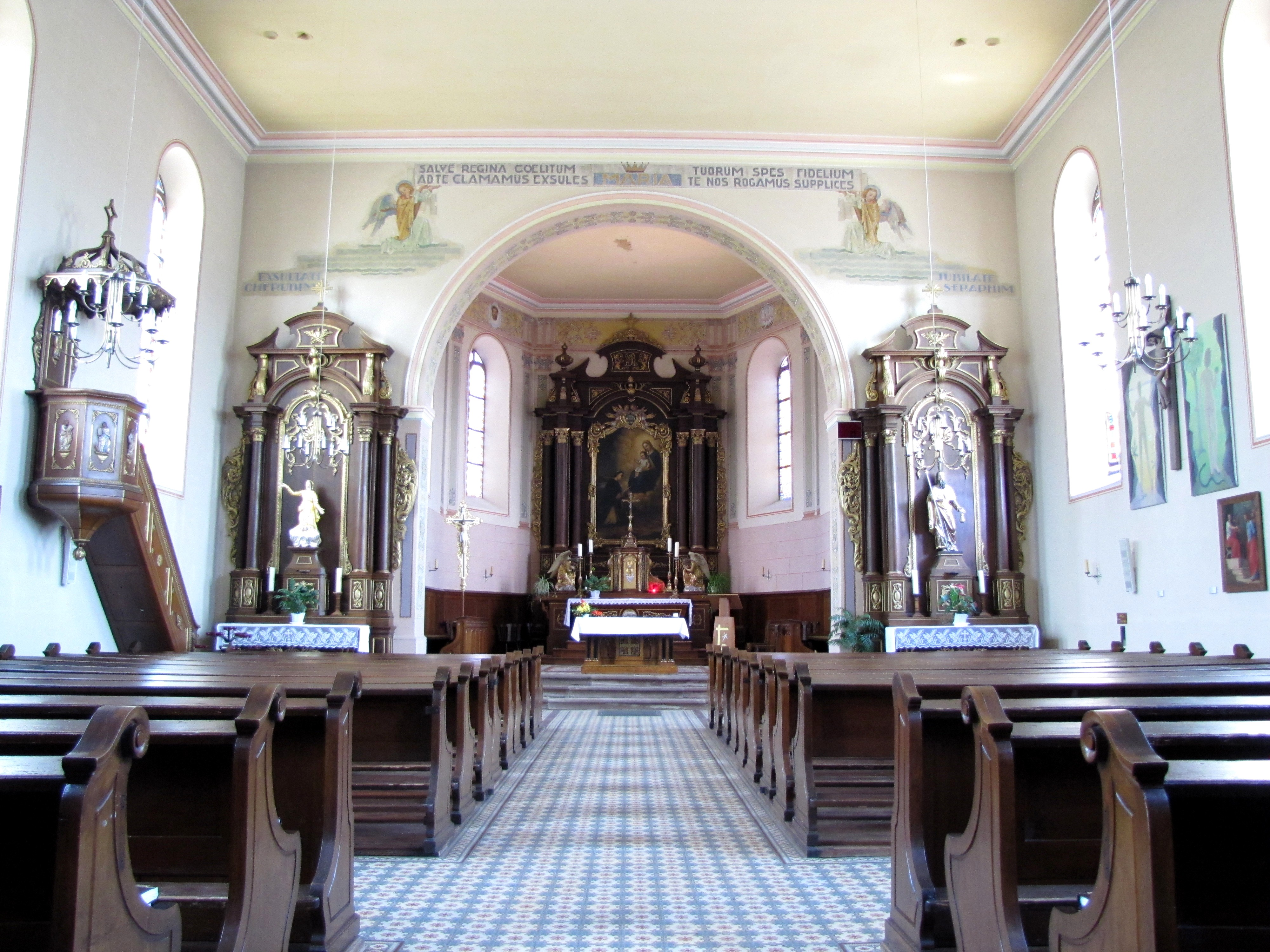
Vue intérieure de la nef vers le chœur.
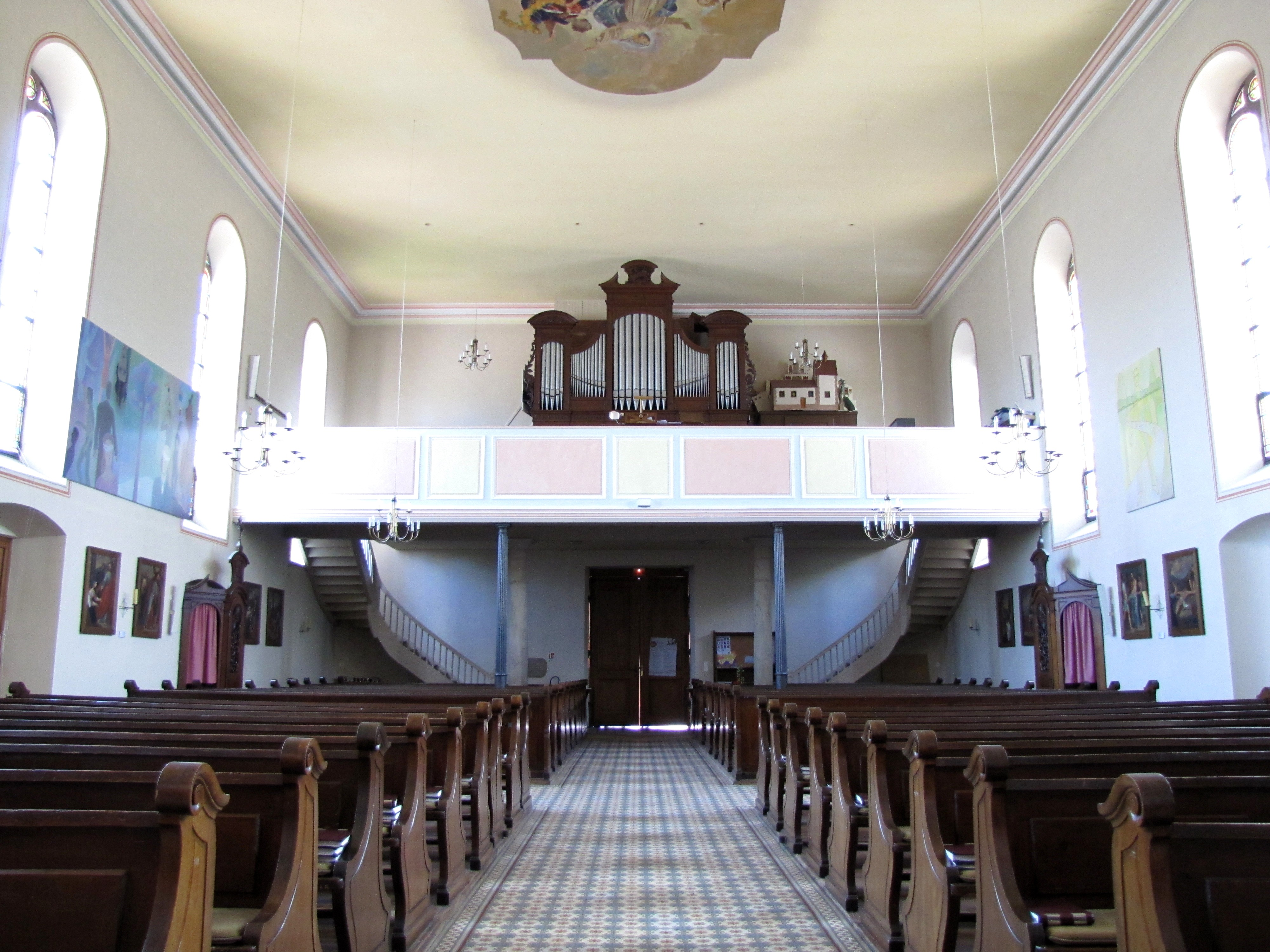
Vue intérieure de la nef vers la tribune.
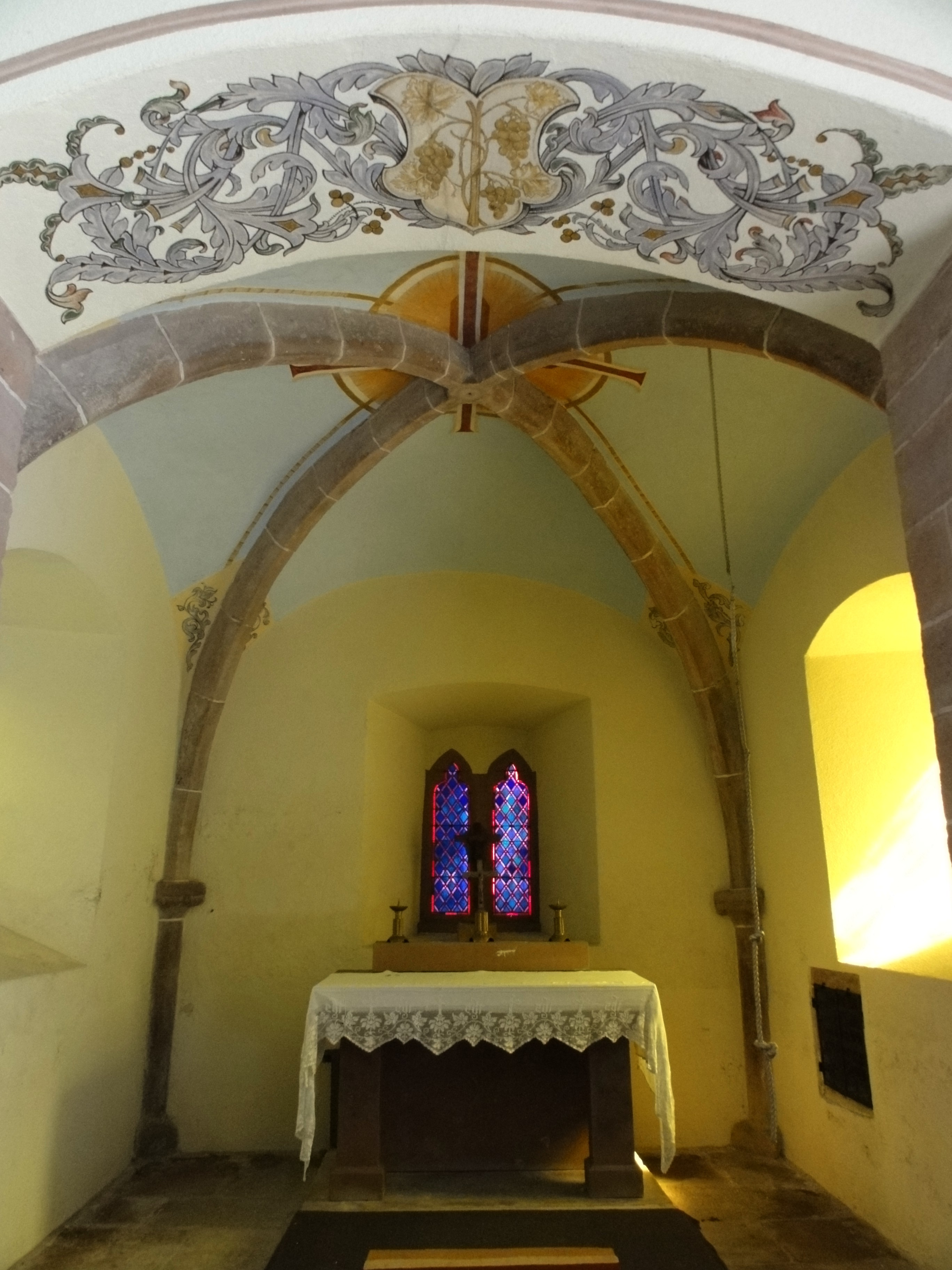
Chœur gothique de la chapelle Sainte-Barbe.
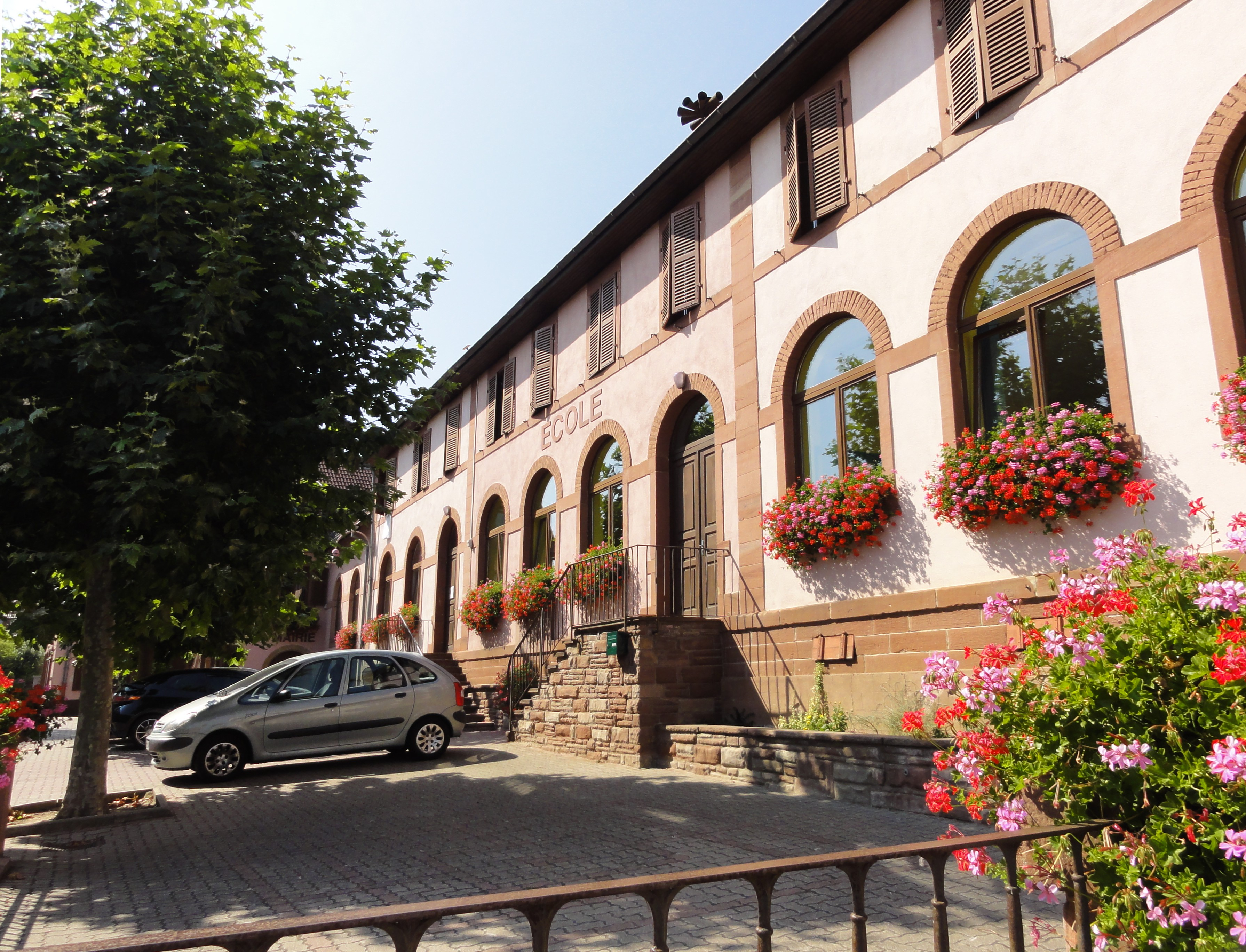
École du village.
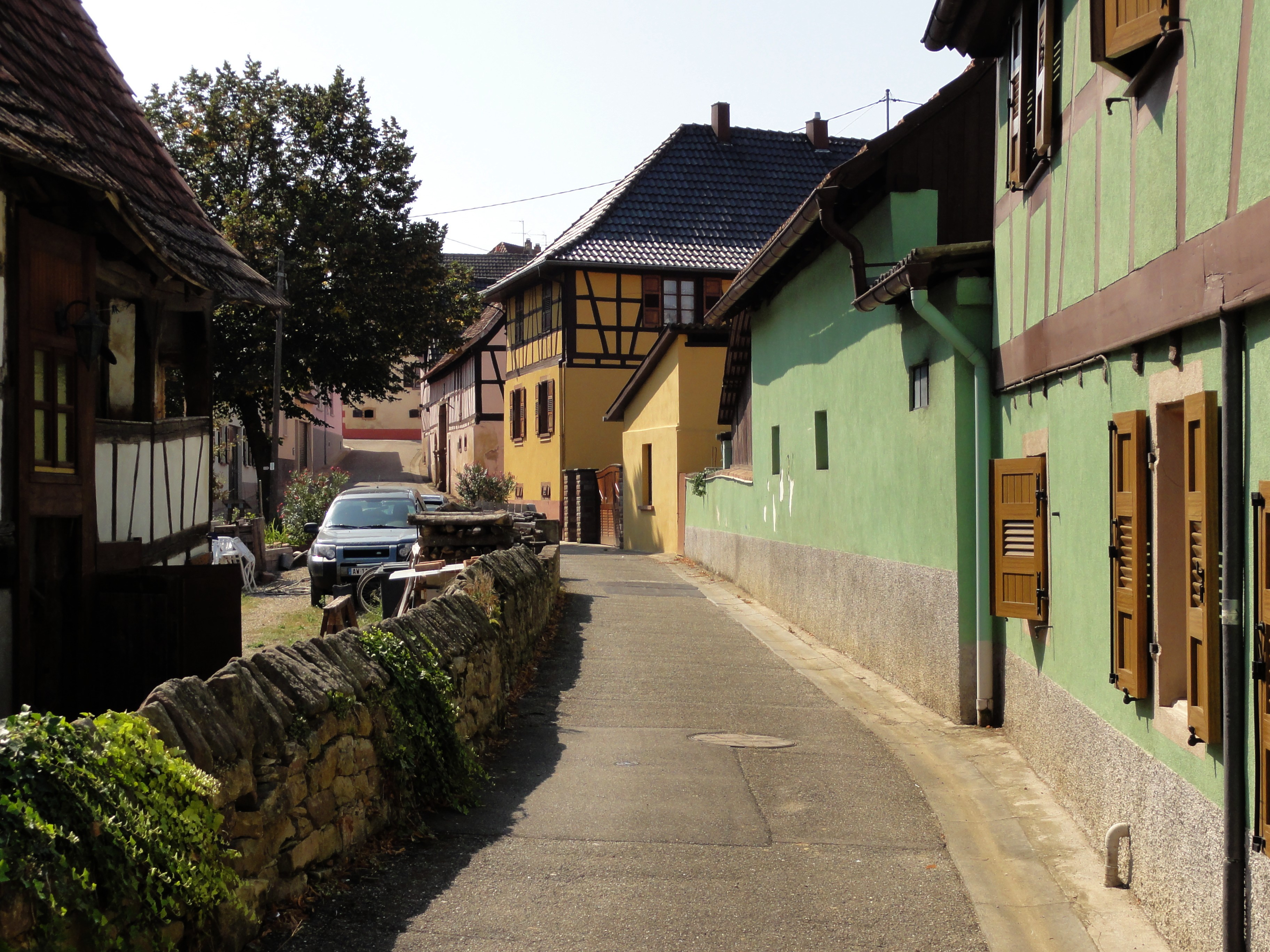
Rue du Moulin.
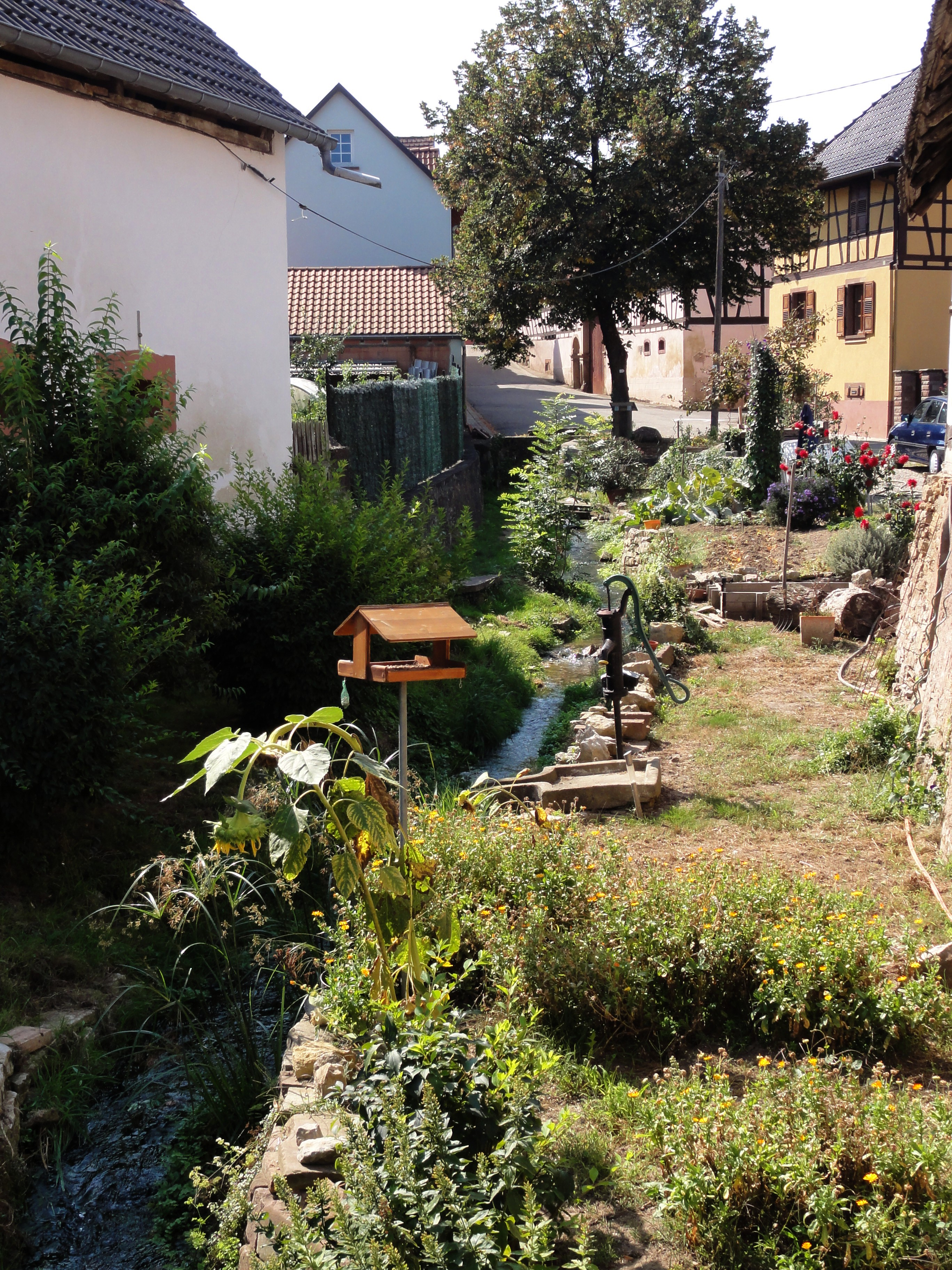
Souffel.

## Personnalités liées à la commune
- François-Xavier Riehl (1835-1886), ancien vicaire apostolique de Sénégambie (actuel Sénégal), est né à Kuttolsheim.
- Nathan Lévy (1869-1943), rabbin déporté et assassiné à Auschwitz, est né à Kuttolsheim.
- Jacques Scheibling, géographe, est né à Kuttolsheim en 1936.